# Шпиринген
Шпиринген (нем. Spiringen) — коммуна в Швейцарии, в кантоне Ури. 
Население составляет 934 человека (на 31 декабря 2006 года). Официальный код  —  1218.